# Kentwood, Michigan
Kentwood là một thành phố thuộc quận Kent tại tiểu bang Michigan, Hoa Kỳ. Thành phố có tổng diện tích 54,26 km², trong đó diện tích đất là 54,13 km². Theo điều tra dân số Hoa Kỳ năm 2010, thành phố có dân số 48.707 người.